# Le Père (film, 2020)
Pour les articles homonymes, voir Le Père.
Pour plus de détails, voir Fiche technique et Distribution.
Le Père (Отац, Otac) est un film serbe réalisé par Srdan Golubović, sorti en 2020.

## Fiche technique
- Titre original : Отац, Otac
- Titre français : Le Père
- Réalisation : Srdan Golubović
- Scénario : Srdan Golubović et Ognjen Svilicic
- Costumes : Ljiljana Petrovic
- Photographie : Aleksandar Ilic
- Montage : Petar Markovic
- Musique : Mario Schneider
- Pays d'origine : Serbie
- Format : Couleurs - 35 mm
- Genre : drame
- Durée : 120 minutes
- Dates de sortie :
  -  Allemagne : 22 février 2020 (Berlinale 2020)
  -  Serbie : 5 mars 2020

## Distribution
- Goran Bogdan : Nikola
- Boris Isakovic : Vasiljevic
- Nada Sargin : Biljana
- Milica Janevski : assistante sociale
- Muharem Hamzic : Milos
- Ajla Santic : Sanja
- Vahid Dzankovic : assistant social
- Milan Marić : Jovanovic
- Jovo Maksic : Goran
- Ljubomir Bandovic : portier au ministère
- Marko Nikolic : Deda
- Nikola Rakočević : Radoje

## Distinctions

### Récompenses
- Berlinale 2020 : Prix œcuménique de la section Panorama
- Festival du cinéma méditerranéen de Montpellier 2020 : Antigone d'or[1]

### Sélections
- Arras Film Festival 2020 : sélection en section Découvertes européennes
- Listapad 2020 : sélection en compétition internationale